# شهرستان پیرس (نبراسکا)
شهرستان پیرس، نبراسکا (به انگلیسی: Pierce County, Nebraska) یک سکونتگاه مسکونی در ایالات متحده آمریکا است که در نبراسکا واقع شده‌است.

## خصوصیات
شهرستان پیرس ۱٬۴۸۶٫۶۶ کیلومترمربع مساحت دارد.